# Baía de Thunder

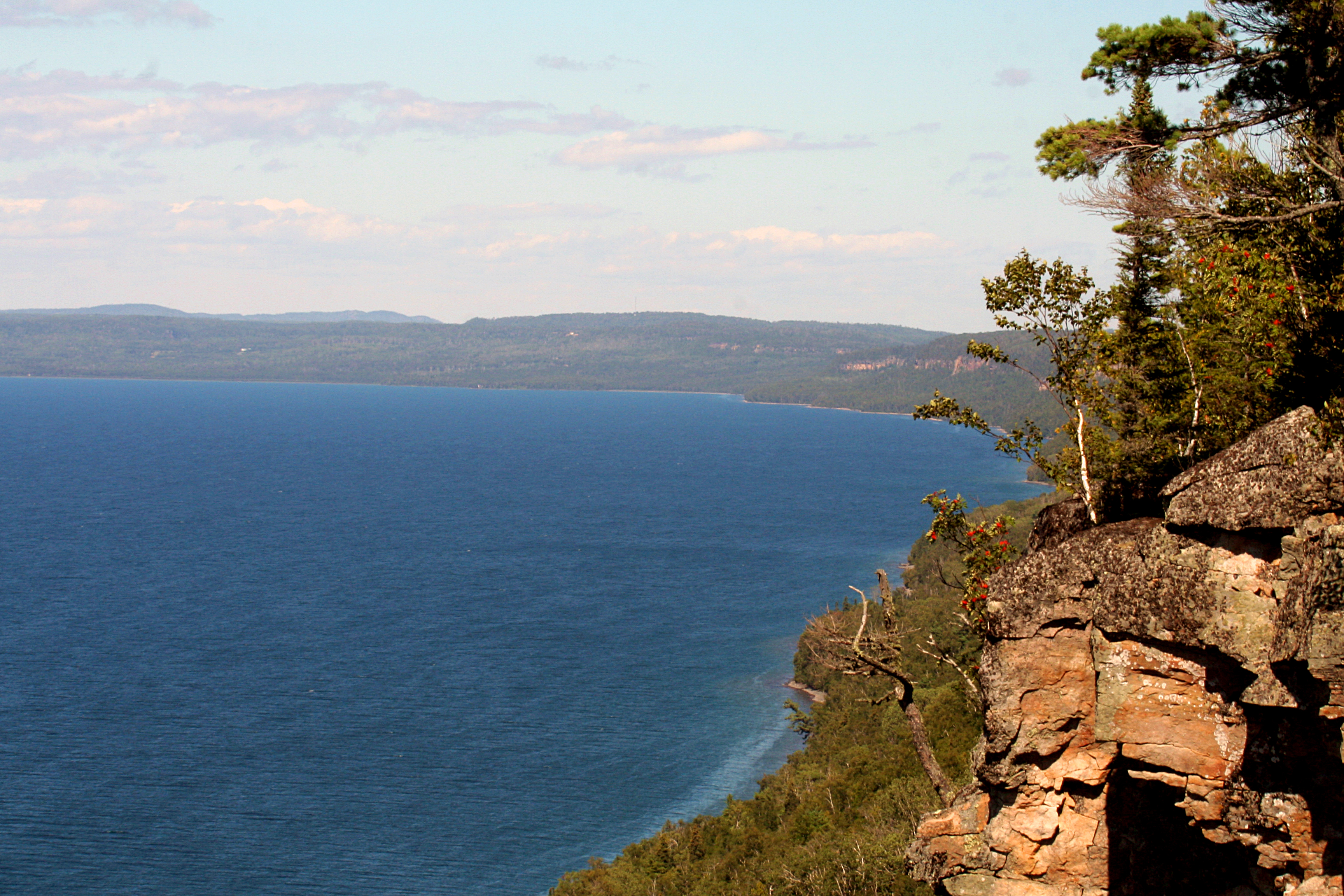
Baía de Thunder vista do Sleeping Giant.

Baía de Thunder (em inglês: Thunder Bay) é uma grande baía no fim da parte ocidental do lago Superior. A baía tem aproximadamente 50 km de extensão por 22 km de largura. Faz divisa a leste com a península de Sibley. Dentre os rios que desaguam na baía estão:
- Rio Kaministiquia
- Rio Neebing
- Rio McIntyre
- Rio Current
- Rio MacKenzie (18 km a leste da cidade)

O porto de Thunder Bay é o porto mais ocidental do Canadá nos Grandes Lagos. Os Ojíbuas a chamavam de "Animikie", significando trovão (em inglês: Thunder). Os exploradores franceses a chamavam de "Baie de Tonnerre" que foi traduzido para o inglês como Thunder Bay.